# Château de la Roche (Argenton-l'Église)
Le château de la Roche est un château situé à Argenton-l'Église (Loretz-d'Argenton) dans le département français des Deux-Sèvres.

## Histoire
Le château est inscrit au titre des monuments historiques par arrêté du 4 décembre 1995.